# خانات آستراخان
خانات آستراخان دولتی تاتار بود که پس از سقوط اردوی زرین ترکان تأسیس گردید. این خانات در قرون ۱۵ و ۱۶ میلادی بر دهانهٔ رود ولگا، جایی که بندر آستراخان قرار دارد، تسلط داشت. خان‌های این خانات منسوب به توغا تیمور، سیزدهمین فرزند جوچی پسر بزرگ چنگیزخان مغول بودند.
این خانات در دهه ۱۴۶۰ میلادی توسط محمود آستراخان تأسیس شد. پایتخت آن شهر حاجی تورخان یا آستراخان امروزی بود. قلمرو این خانات درهٔ سفلی رود ولگا و دلتای ولگا را دربر می‌گرفت.